# 180-я улица — Бронкс-парк (линия Уайт-Плейнс-роуд, Ай-ар-ти)
180-я улица — Бронкс-парк (англ. 180th Street — Bronx Park) — бывшая станция Нью-Йоркского метро в Бронксе. Станция была конечной, имела два пути, заканчивавшихся тупиками, одну островную платформу и две боковых платформы — такую конфигурацию сегодня имеют 4 других конечных станции Ай-ар-ти в Бронксе, в том числе нынешняя конечная той же линии Уэйкфилд — 241-я улица.
Эстакадную линию, строившуюся в 1904 году (ответвление от самой первой подземной линии), планировалось продлить на север. Однако возникло опасение, что эстакадная железная дорога над Бронксским парком будет вредна для животных в Бронксском зоопарке, расположенном там. Под влиянием общественного протеста строительство было остановлено, а эта станция превращена в конечную. Позже, в 1917 году, линия была продлена по другой трассе, по кривой от предыдущей станции Уэст-Фармс-сквер — Ист-Тремонт-авеню, а данная станция в 1952 году была закрыта и затем снесена вместе с ведшими к ней путями.